# British Airways
British Airways (kurz BA) ist die nationale Fluggesellschaft des Vereinigten Königreichs mit Sitz in London und Basis auf dem Flughafen London Heathrow. Sie ist eine der weltgrößten Fluggesellschaften und Gründungsmitglied der Luftfahrtallianz oneworld. Zusammen mit Iberia und Vueling bildet sie die Holding International Airlines Group (IAG).

## Geschichte

### Erste Jahre

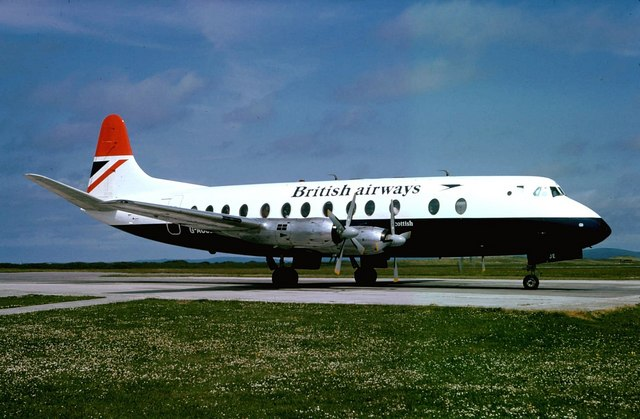
Vickers Viscount der British Airways im Jahr 1975

Die Geschichte von British Airways beginnt mit der Fusion von Instone, Handley Page, Daimler Airway und British Air Marine Navigation zu Imperial Airways am 31. März 1924, die Interkontinentalflüge anbot. Im Jahr 1935 schlossen sich vier britische Fluggesellschaften, die einen Flugdienst innerhalb Europas anboten, zu British Airways zusammen. Aufgrund eines vom Parlament erlassenen Gesetzes wurden Imperial Airways und British Airways 1939 verstaatlicht und zur British Overseas Airways Corporation (BOAC) verschmolzen. Im August 1946 wurde der innereuropäische Flugverkehr unter dem Namen British European Airways (BEA) aus dem Konzern ausgegliedert. Ein Helikopterflugdienst namens British Airways Helicopters wurde 1964 gegründet, zu seinen Aufgaben gehörte auch die Seenotrettung.

### Das Jet-Zeitalter

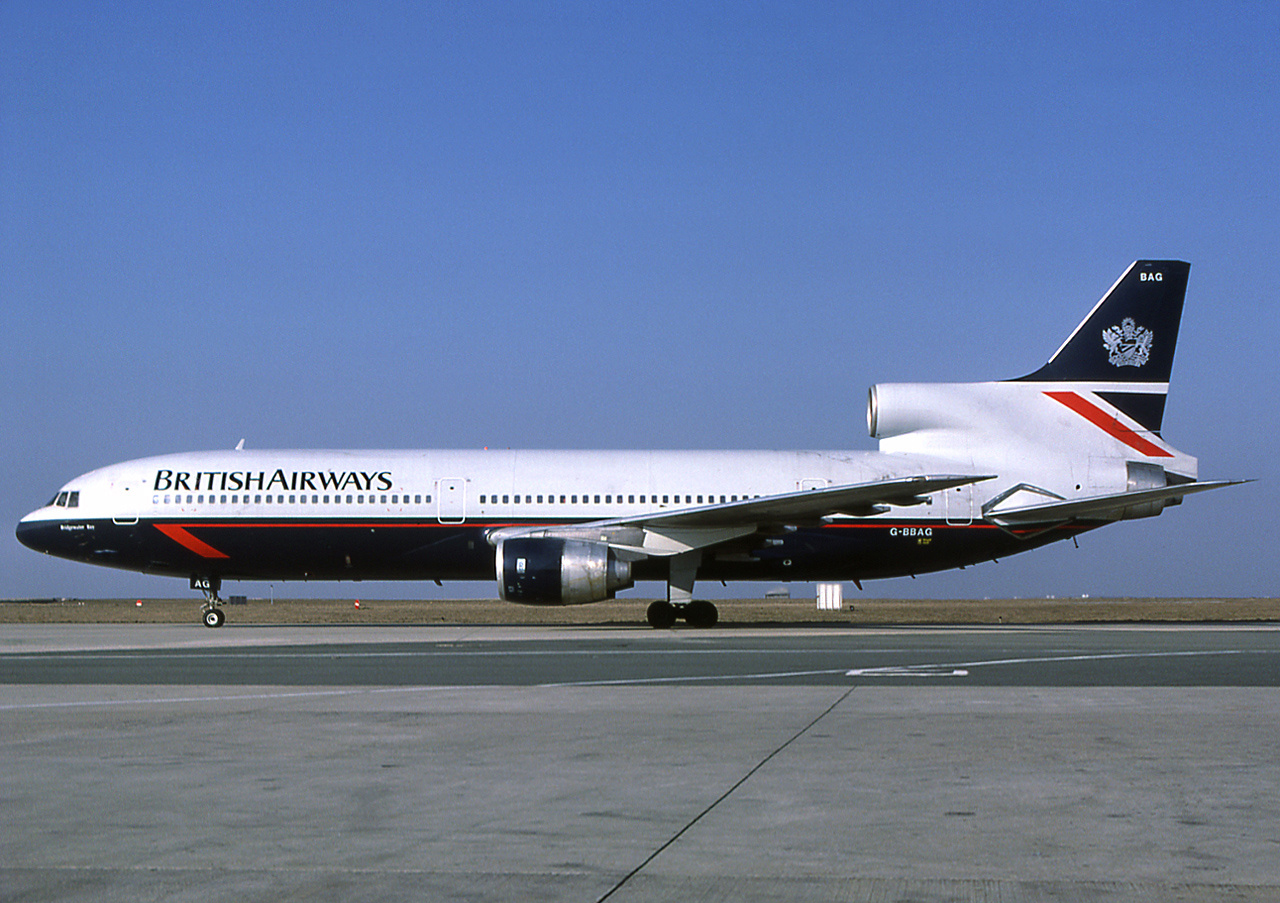
Lockheed L-1011 TriStar der British Airways im Jahr 1986

Im Jahr 1967 übernahm BEA die BKS Air Transport (ab November 1970 Northeast Airlines) sowie die Cambrian Airways, um sich weitere regionale Transportstrecken zu sichern. Die BEA gründete Anfang 1969 die BEA Airtours, später British Airtours, die Charter- und Reiseflüge anbot. Am 1. September 1972 wurden BOAC und BEA zur heutigen British Airways verschmolzen, der erste Auftritt unter dem neuen Namen erfolgte am 1. April 1974. Im März 1976 gingen die Tochtergesellschaften Cambrian Airways und Northeast Airlines in der British Airways auf.
Im Juli 1979 gab die britische Regierung ihre Pläne bekannt, British Airways zügig privatisieren zu wollen. Massive Verluste auf Grund einer anhaltenden Rezession verzögerten diese Pläne aber. Durch den ebenso rasanten wie massiven Anstieg der Treibstoffpreise infolge der anhaltenden Wirtschaftskrise, wurden bei BA drastische Maßnahmen nötig, um das Überleben des Betriebs zu sichern. Kurzfristig wurden nicht profitable Routen eingestellt, Personal abgebaut und Flugzeuge stillgelegt, mittelfristig erfolgte bis Mai 1982 im Unternehmen eine umfangreiche Neustrukturierung in verschiedene Geschäftsbereiche mit eigenen Wirtschaftsplänen. Am 1. Mai 1984 wurde das Unternehmen zu British Airways Plc. und war damit vollständig privatisiert. In der zweiten Hälfte der 1980er Jahre ging es dem Unternehmen wirtschaftlich gut, sodass zunehmend Beteiligungen an anderen Fluggesellschaften angestrebt wurden. Außerdem wurde das eigene Branding überarbeitet und modernisiert.

### Internal German Service
Als eine alliierte Fluggesellschaft betrieb British Airways bis 1992 auch innerdeutsche Flugverbindungen. Seit der Fusion von BEA und BOAC 1974 wurden Strecken zwischen dem Flughafen Berlin-Tempelhof und Stuttgart, Düsseldorf, Köln/Bonn, Hannover und Bremen mit der BAC 1-11 beflogen. Im September 1975 zog British Airways vom Flughafen Tempelhof zum Flughafen Tegel um. In den Sommermonaten wurde auch einmal täglich die Insel Sylt angeflogen. Mit dem Sommerflugplan 1982 wurden erstmals Boeing 737-200 eingesetzt, welche schrittweise die BAC 1-11 ersetzten. Im April 1984 begann British Airways, ab Berlin-Tegel Charterflüge für Reiseveranstalter in den Mittelmeerraum durchzuführen.
Im Jahr 1986 ersetzten 44-sitzige Turbopropflugzeuge vom Typ HS748 die Jets auf den Routen nach Bremen, Hannover, Münster/Osnabrück und Sylt und verbanden Berlin am Wochenende auch mit Manchester und Glasgow. Im Jahr 1987 wurde die Strecke Berlin-München und 1988 auch Berlin-Frankfurt (bereits im Oktober 1989 wieder eingestellt) neu in den Flugplan aufgenommen. Die HS748 wurde ab Februar 1989 durch die modernere und größere 64-sitzige BAe ATP ersetzt, mit der (nach dem Fall der Mauer) ab Ende 1989 auch die Strecke Berlin-Nürnberg neu bedient wurde.
Ab März 1990 wurden vier von der dänischen Fluggesellschaft Maersk geleaste modernere und leisere Boeing 737-300 eingesetzt. Nach der Wiedervereinigung Deutschlands wurde der innerdeutsche Flugverkehr der British Airways schrittweise abgebaut und ab dem Ende des Sommerflugplans 1991 wurde zunächst alle mit der BAe ATP bedienten Strecken eingestellt. Die mit der Boeing 737 bedienten Strecken ab Berlin-Tegel wurden im Sommer und Herbst 1992 von der neuen Tochter Deutsche BA übernommen.

### 1990er Jahre

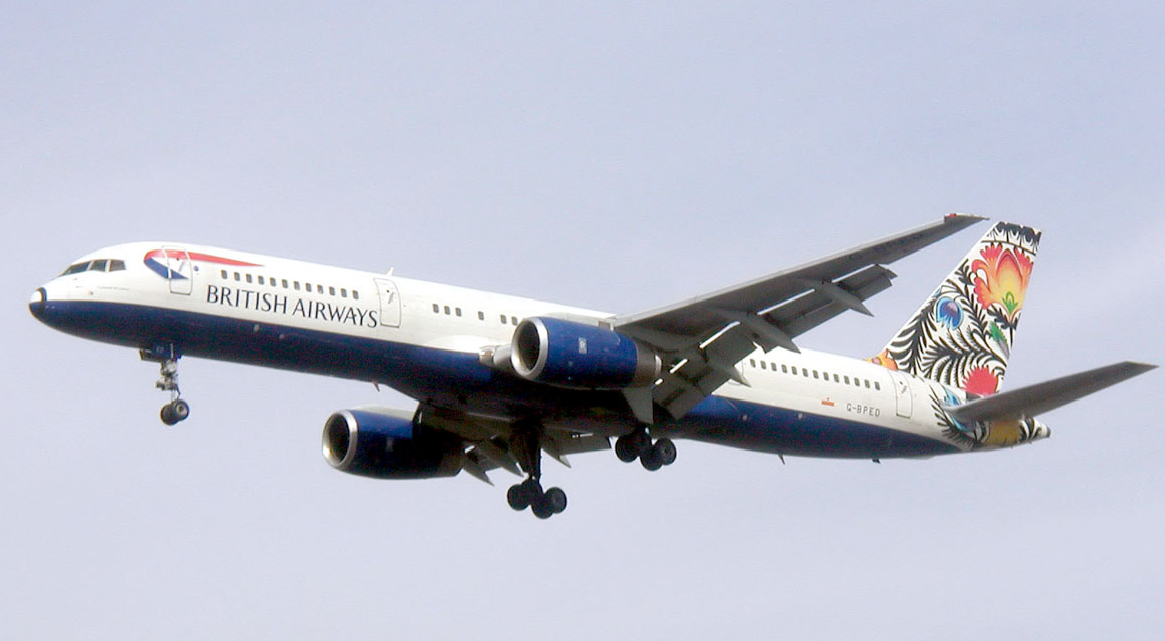
Boeing 757-200 der British Airways mit einer der in den 1990ern verwendeten Ethnic-Bemalungen auf dem Seitenleitwerk

Im Jahr 1992 übernahm British Airways die kleine deutsche Fluggesellschaft Delta Air, die in Deutsche BA umbenannt wurde. Damit wollte British Airways auf dem deutschen Markt stärker in Erscheinung treten. Da diese jedoch keine Gewinne erbrachte, wurde sie am 2. Juni 2003 an die Intro Verwaltungsgesellschaft verkauft.
Seit Anfang der 1990er Jahre hatte British Airways, wie andere ehemals staatliche Fluggesellschaften, mit einer zunehmenden Konkurrenz an Billigfluggesellschaften zu kämpfen. Dennoch war British Airways im Rezessionsjahr 1992 die weltweit einzige internationale Fluggesellschaft, die keinen Verlust machte. Im Gegensatz zu den europäischen Hauptkonkurrenten Lufthansa und Air France erkannte British Airways bereits in den 1990er Jahren das Problem und begann ihr Konzept zu überarbeiten. Durch die starke Konkurrenz von EasyJet und Ryanair auf innereuropäischen Strecken begann ein Teilrückzug von diesen Verbindungen und eine Verstärkung des Interkontinentalverkehrs, insbesondere nach Südostasien und Nordamerika.
Im Jahr 1999 unterzeichnete BA ein Franchise-Abkommen mit Comair, die seitdem Crews und Flugzeuge im British-Airways-Design ausstattet, seit 2000 ist sie mit 18 % an der Fluggesellschaft beteiligt. Ebenfalls 1999 gründete British Airways die internationale Luftfahrtallianz oneworld mit.

### 2000er Jahre

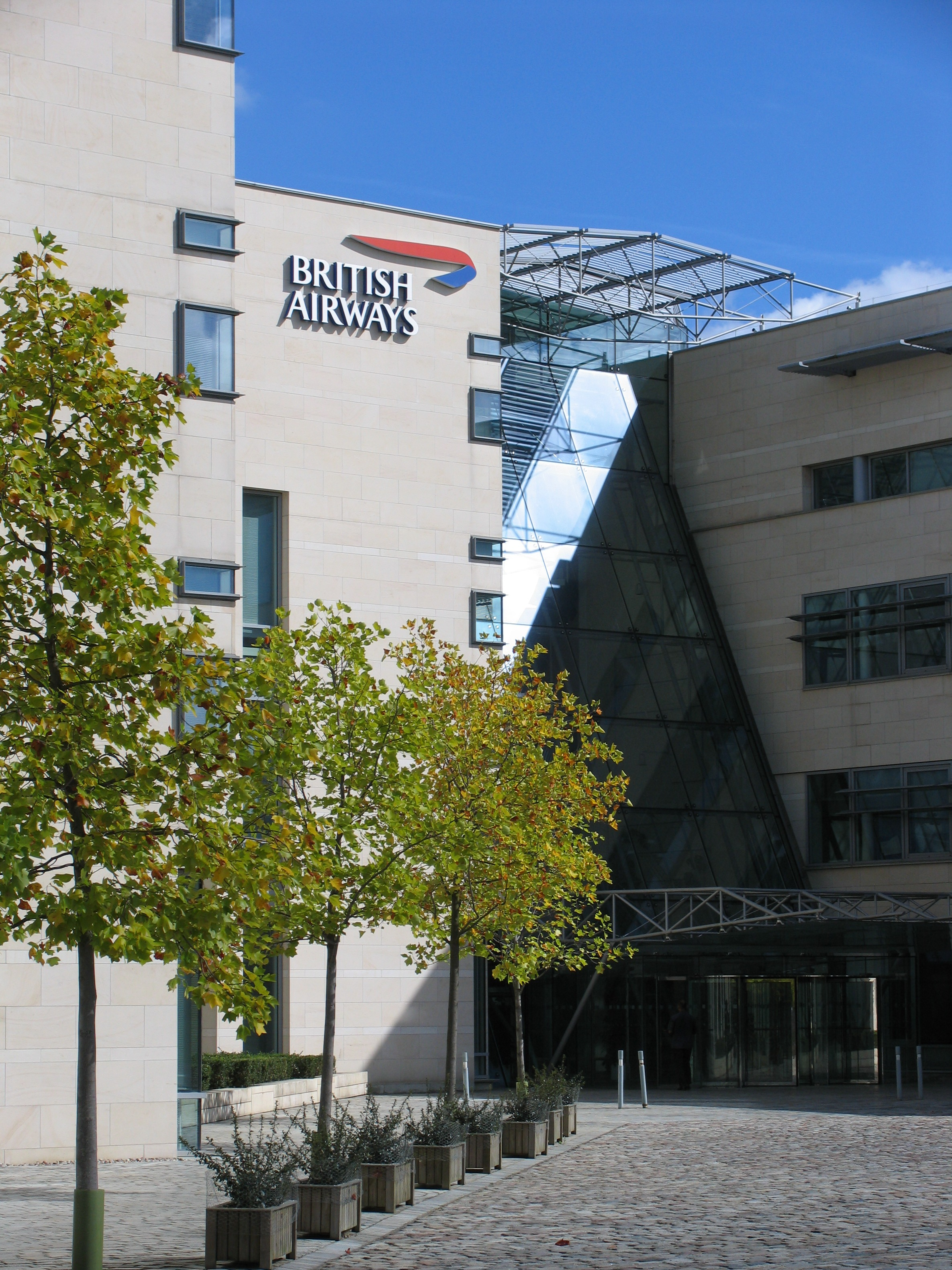
Waterside, der Sitz von British Airways

Unter anderem bedingt durch den Teilrückzug vom innereuropäischen Markt konnte die irische Billigfluggesellschaft Ryanair 2003 erstmals behaupten, auf Verbindungen zwischen Großbritannien und Kontinentaleuropa mehr Passagiere als British Airways befördert zu haben. Letztere versuchte dieser Entwicklung mit der 2002 gegründeten Tochtergesellschaft BA Citiexpress entgegenzutreten. Da diese jedoch rote Zahlen schrieb, wurde sie im Januar 2006 in BA Connect umbenannt und neu positioniert. British Airways bot nun Flüge ab 25 GBP an, von allen britischen Flughäfen mit Ausnahme der Londoner Flughäfen. Am 1. März 2007 wurde die weiterhin verlustbringende Tochtergesellschaft jedoch schließlich an die britische Billigfluggesellschaft Flybe verkauft. Ausgenommen hiervon sind die Routen vom London City Airport, die unter dem neuen Namen BA Cityflyer weiterbetrieben werden sollen. Gleichzeitig übernahm British Airways 15 Prozent der Anteile an Flybe.
Am 24. Oktober 2003 stellte British Airways als letzte Fluggesellschaft den Betrieb der Concorde ein. Infolge des Absturzes einer Concorde der Air France in Paris im Juli 2000 und den Terroranschlägen des 11. September 2001 konnten die Betriebskosten nicht mehr gedeckt werden. Hinzu kam die Entscheidung des Luftfahrtkonzerns EADS, die Kosten für die Ersatzteile drastisch zu erhöhen.
Am 12. November 2009 kündigten British Airways und Iberia ihre Fusion zur weltweit drittgrößten Fluggesellschaft an. Die beiden Gesellschaften strebten den Abschluss der 7-Milliarden-US-Dollar Fusion für Ende des Jahres 2010 an. Am 8. April 2010 wurde der Vertrag über die Fusion unterzeichnet. Demnach werden beide Gesellschaften in ein neues Unternehmen namens International Airlines Group eingebracht, woran British Airways 55 % und Iberia 45 % halten werden. Mittelfristig soll – obwohl beide Unternehmen erhalten bleiben – dadurch ein jährliches Einsparungspotential von 400 Millionen Euro ausgenutzt werden.

### 2010er Jahre

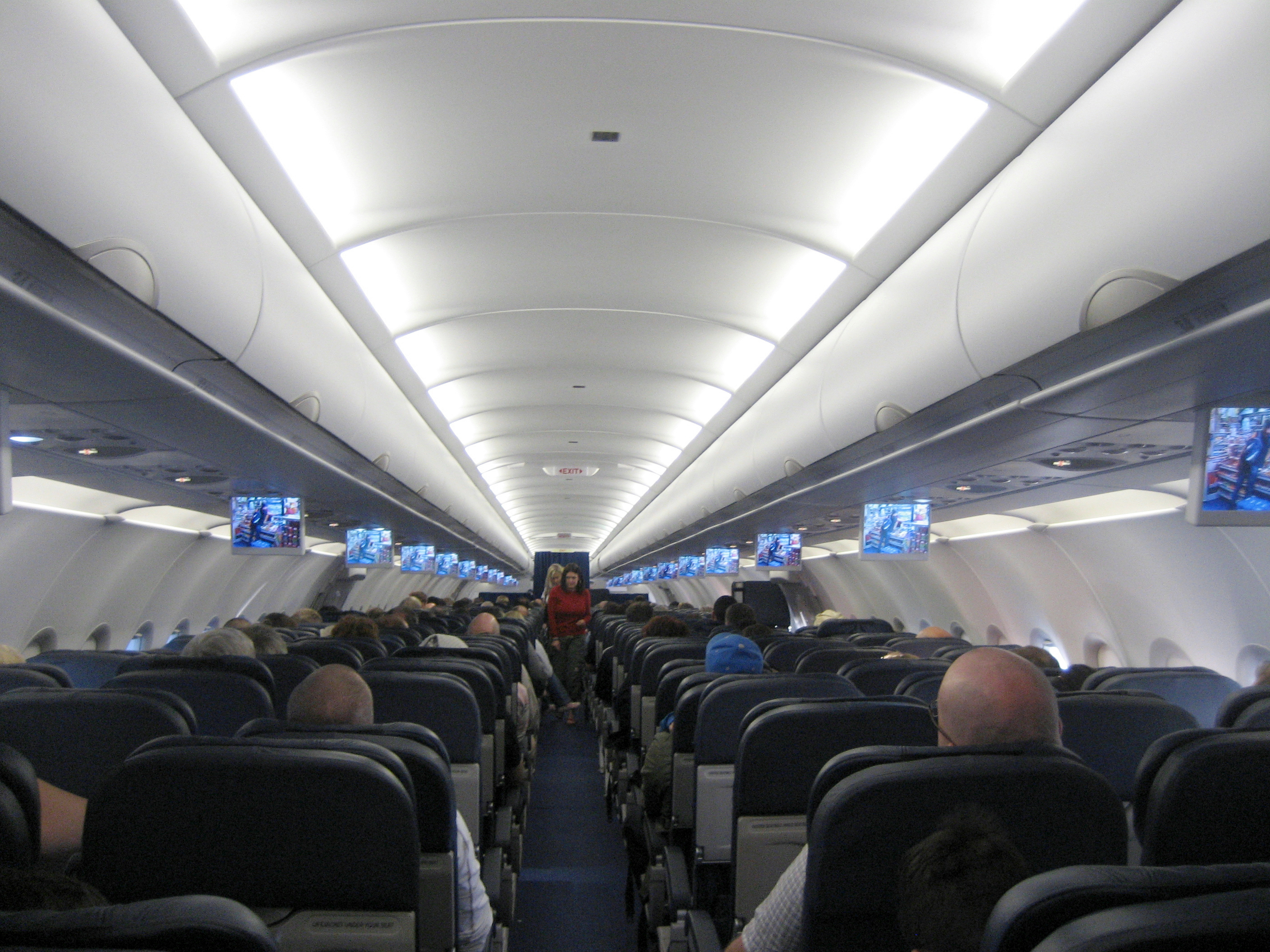
Economy-Klasse an Bord eines Airbus A321-200 der British Airways

Im Juli 2010 erhielten British Airways und Iberia von der EU die Genehmigung, sich wirtschaftlich unter einer gemeinsamen Dachgesellschaft zusammenzuschließen. Als CEO der International Airlines Group fungiert der bisherige BA-Chef William Walsh. Beide Gesellschaften behalten weiterhin ihre individuellen Marken und Produkte, der Name der Holding wird dafür nicht benutzt. Am 21. Januar 2011 wurde der Zusammenschluss mit dem Eintrag in das Handelsregister abgeschlossen.
Ebenfalls im Juli 2010 erhielten British Airways, Iberia und American Airlines darüber hinaus die Genehmigung von der EU und dem US-Verkehrsministerium, das Geschäft mit Transatlantikverbindungen zukünftig in Form eines Bündnisses kooperativ zu betreiben.
Im Januar 2014 gab British Airways bekannt, sich aus dem Geschäft mit reinen Frachtflügen unter der Marke British Airways World Cargo zurückzuziehen. Ein entsprechender Vertrag mit Global Supply Systems über den Betrieb von drei Boeing 747-8F wurde entsprechend zum April 2014 gekündigt.

## Geschäftszahlen
| Geschäftsjahr (2017) | Fluggastaufkommen (in Mio.) | Mitarbeiterzahl | Umsatz (in Mrd. £) | Gewinn/Verlust (in Mio. £) |
| -------------------- | --------------------------- | --------------- | ------------------ | -------------------------- |
| 2004                 | 37                          |                 | 7,6                | 230                        |
| 2005                 | 35                          | 52.000          | 7,8                | 415                        |
| 2009                 | 33                          | 42.000          | 9,0                | 358                        |
| 2010                 | 32                          | 38.000          | 8,0                | –425                       |
| 2011                 | 34,250                      | 40.252          | 9,987              | 672                        |
| 2012                 | 37,580                      | 43.213          | 10,827             | 114                        |
| 2013                 | 39,960                      | 41.857          | 11,421             | 284                        |
| 2014                 | 41,516                      | 43.120          | 11,719             | 702                        |
| 2015                 | 43,323                      | 43.550          | 11,333             | 2,508                      |
| 2016                 | 44,455                      | 43.874          | 11,443             | 1,345                      |
| 2017                 | 45,163                      | 43.125          | 12,226             | 1,774                      |
| 2019                 | 47,710                      | 42.384          | 15,384             | 3,504                      |

## Beteiligungen und Allianzen
British Airways hält 13,55 % an der spanischen Fluggesellschaft Iberia, 14,6 % an der britischen Billigfluggesellschaft Flybe (Betrieb 2020 eingestellt) sowie 9,6 % an der südafrikanischen Fluggesellschaften-Betreibergesellschaft Comair. Bis 2004 hielt BA zudem 18,25 Prozent an Qantas Airways, an die sie auch weiterhin sieben Boeing 767 vermietet hat. Es bestehen Franchise-Vereinbarungen mit Sun-Air of Scandinavia in Dänemark. Die Vereinbarungen mit GB Airways und Loganair wurden am 30. März 2008 beziehungsweise am 25. Oktober 2008 aufgelöst.
BA suchte seit etwa Mitte der 90er nach einer Möglichkeit einer engeren Zusammenarbeit mit American Airlines. Die beiden letzten Versuche, sich mit der größten US-Fluggesellschaft zusammenzuschließen, waren immer wieder von Regierungsbehörden gestoppt worden. Im Juli 2010 allerdings erhält BA zunächst von der EU die Erlaubnis, sich mit der spanischen Iberia zusammenzuschließen, sowie mit Iberia und American Airlines das transatlantische Geschäft als Joint Business mit gemeinsamen Umsatztöpfen zu betreiben. Diese Entwicklung wird allgemein als Schlüsselvorgang gesehen, sich im wirtschaftlich wichtigsten Markt neu zu positionieren.

## Flugziele
British Airways bedient als eine von wenigen Fluggesellschaften Ziele auf sechs Kontinenten. Ihre Heimatbasis ist das eigens für sie errichtete Terminal 5 auf dem Flughafen London Heathrow. Von dort und ihren anderen Londoner Drehkreuzen werden neben vielen Zielen in Europa auch Städte in Nord- und Südamerika, Afrika, Asien, Nahen und Mittleren Osten sowie Australien angeflogen.
Ziele im deutschsprachigen Raum sind derzeit Berlin Brandenburg, Düsseldorf, Frankfurt, Hamburg, Hannover, München, Nürnberg und Stuttgart in Deutschland, in Österreich Innsbruck, Salzburg und Wien sowie Basel, Genf und Zürich in der Schweiz.
Codesharing
British Airways unterhält Codeshare-Abkommen mit folgenden Fluggesellschaften: (oneworld-Mitglieder sind mit * gekennzeichnet)
| - Aer Lingus - Air Baltic - American Airlines* | - Bangkok Airways - Cathay Pacific* - Finnair* | - Iberia* - Japan Airlines* - Loganair | - Meridiana - Qatar Airways* - Vueling |

## Flotte

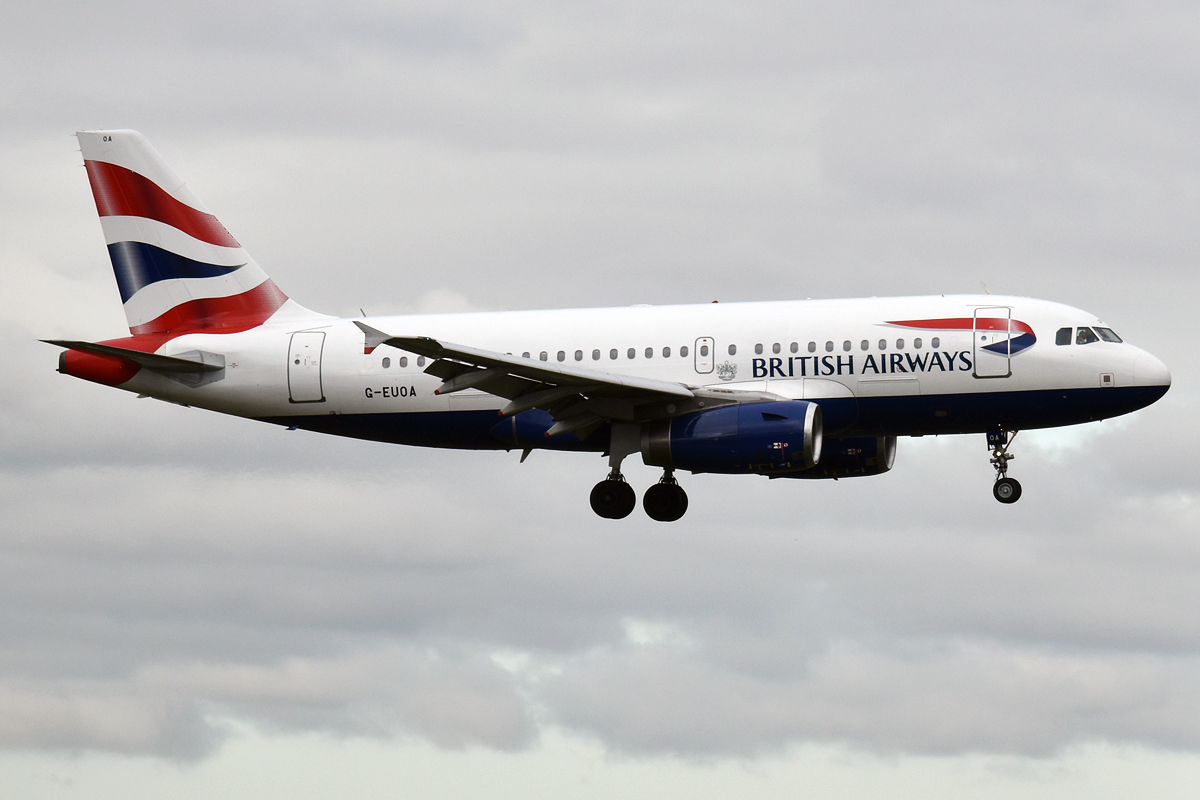
Airbus A319-100
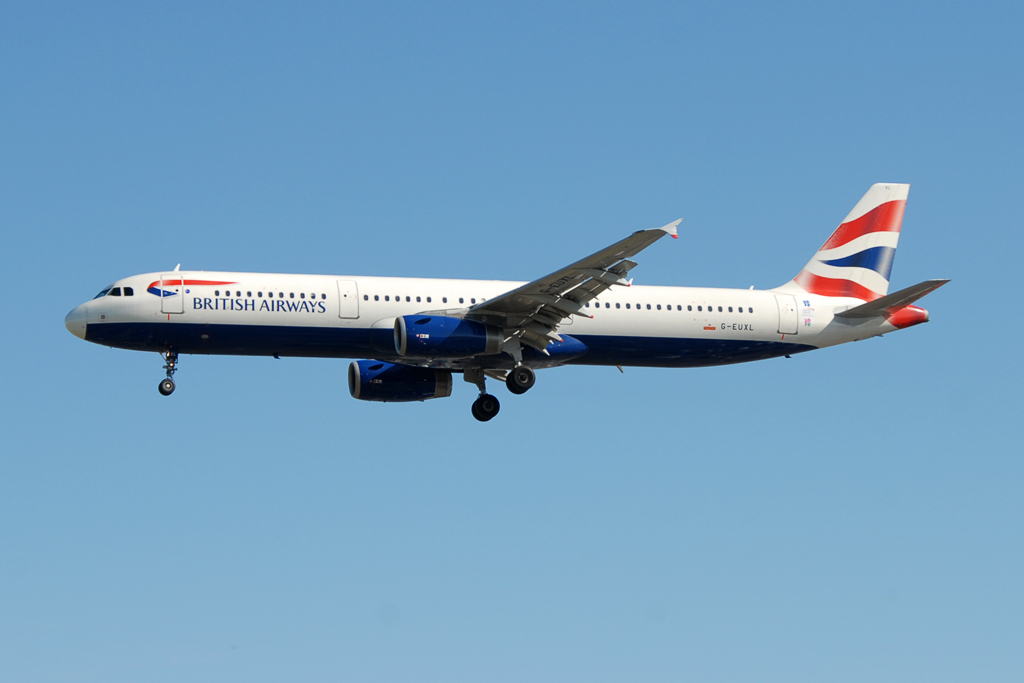
Airbus A321-200
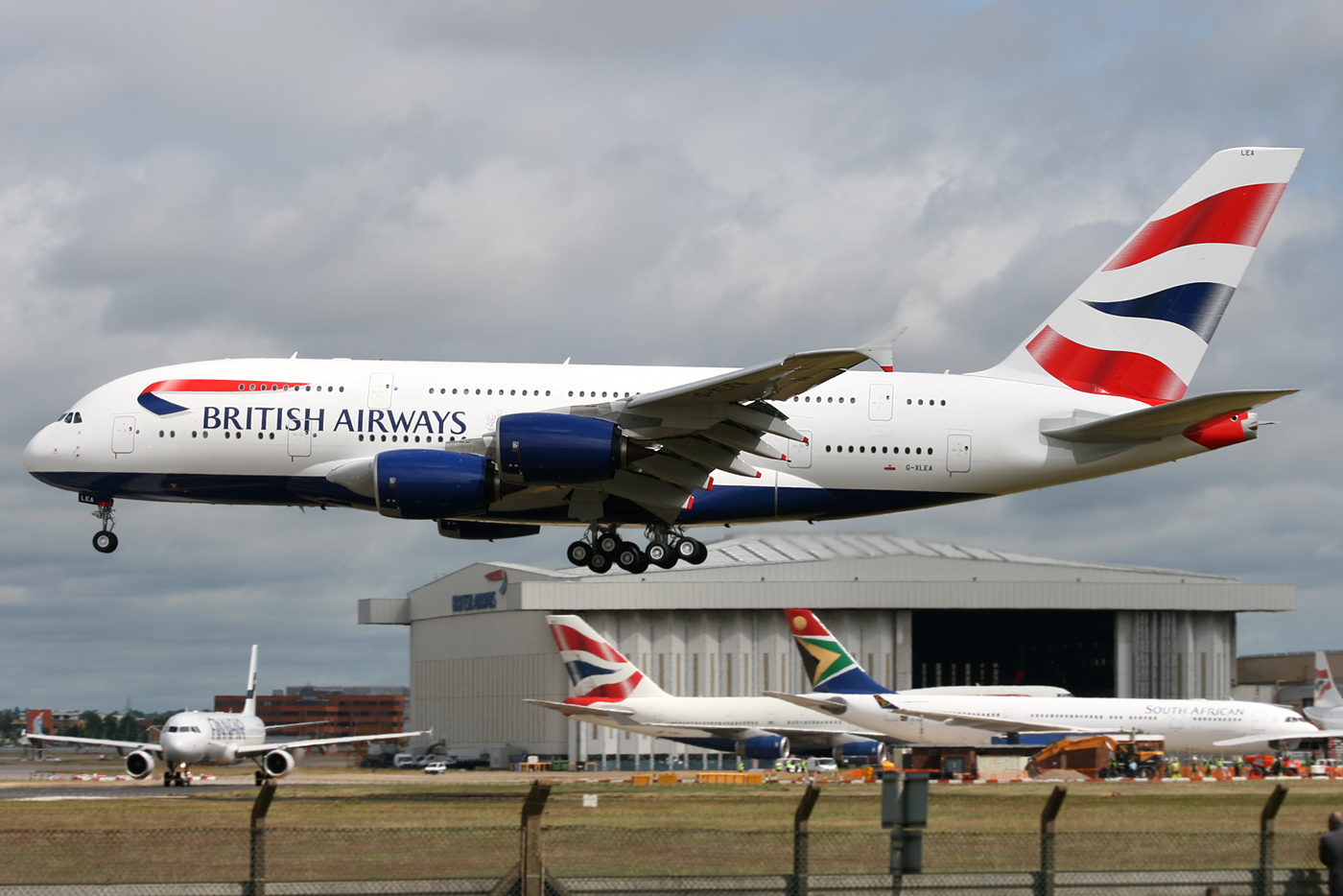
Airbus A380-800
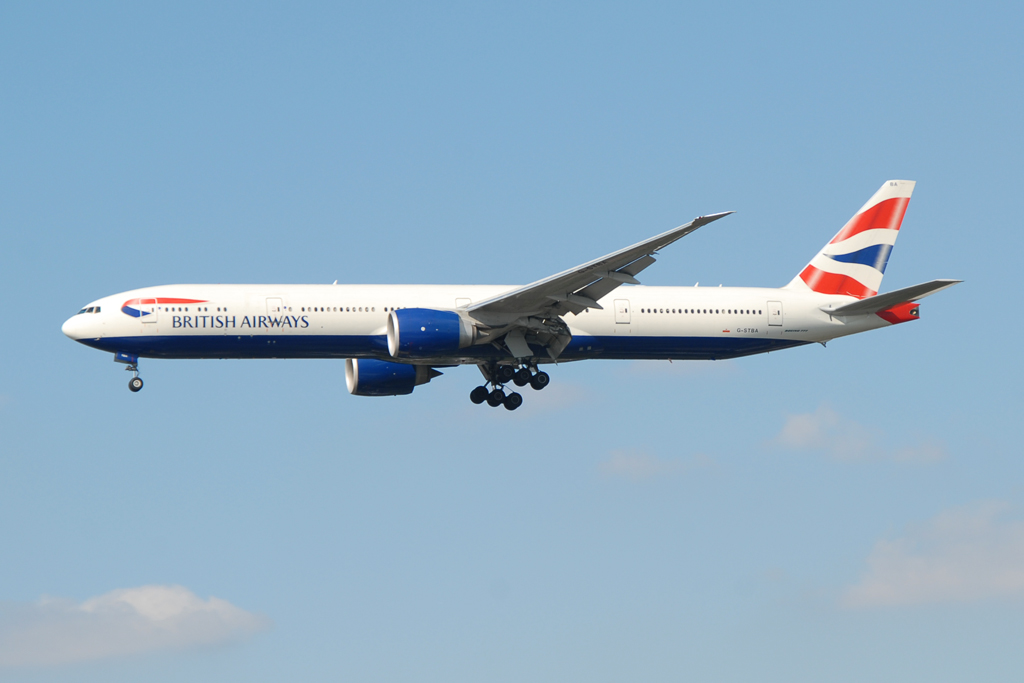
Boeing 777-300ER
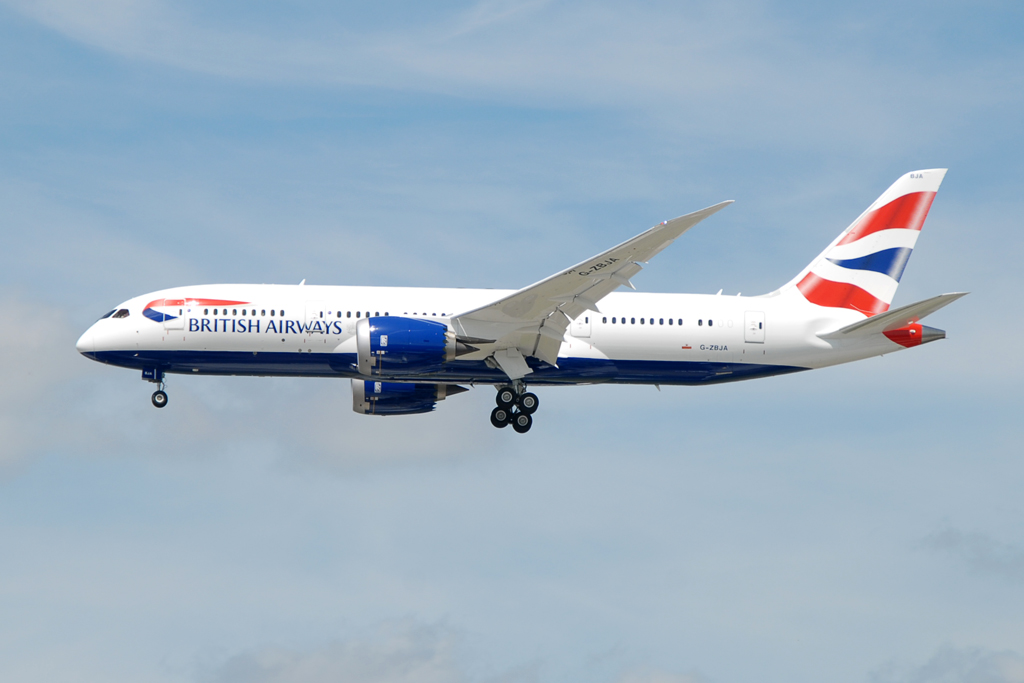
Boeing 787-8

### Aktuelle Flotte
Mit Stand Mai 2025 besteht die Flotte der British Airways aus 294 Flugzeugen mit einem Durchschnittsalter von 14,2 Jahren:
| Flugzeugtyp      | Anzahl | bestellt | Anmerkungen                                                                       | Sitzplätze (First/Business/Eco+/Eco) | Durchschnittsalter |
| ---------------- | ------ | -------- | --------------------------------------------------------------------------------- | ------------------------------------ | ------------------ |
| Airbus A319-100  | 025    |          |                                                                                   | 144 (-/-/-/144) 143 (-/-/-/143)      | 22,7 Jahre         |
| Airbus A320-200  | 063    |          | zehn mit Sharklets ausgestattet; vier inaktiv; zwölf durch BA EuroFlyer betrieben | 180 (-/-/-/180) 171 (-/-/-/171)      | 18,5 Jahre         |
| Airbus A320neo   | 030    | 03       |                                                                                   | 180 (-/-/-/180)                      | 03,7 Jahre         |
| Airbus A321-200  | 011    |          | einer inaktiv; durch BA EuroFlyer betrieben                                       | 218 (-/-/-/218)                      | 19,5 Jahre         |
| Airbus A321neo   | 015    | 05       |                                                                                   | 220 (-/-/-220)                       | 04,3 Jahre         |
| Airbus A350-1000 | 018    | 06       | einer inaktiv                                                                     | 331 (-/56/56/219)                    | 03,7 Jahre         |
| Airbus A380-800  | 012    |          | einer inaktiv                                                                     | 469 (14/97/55/303)                   | 11,1 Jahre         |
| Boeing 777-200ER | 043    |          | eine inaktiv                                                                      | 224 (14/48/40/122) 275 (-/48/24/203) | 25,2 Jahre         |
| Boeing 777-300ER | 016    |          |                                                                                   | 299 (14/56/44/185)                   | 10,6 Jahre         |
| Boeing 777-9     |        | 24       |                                                                                   | - offen -                            |                    |
| Boeing 787-8     | 012    |          | zwei inaktiv                                                                      | 214 (-/35/25/154)                    | 09,9 Jahre         |
| Boeing 787-9     | 018    |          | eine inaktiv                                                                      | 216 (8/42/39/127)                    | 08,9 Jahre         |
| Boeing 787-10    | 011    | 39       | eine inaktiv                                                                      | 256 (8/48/35/165)                    | 03,1 Jahre         |
| Embraer ERJ-190  | 020    |          | eine inaktiv; betrieben durch BA CityFlyer                                        | 98 (-/-/-/98)                        | 13,6 Jahre         |
| Gesamt           | 294    | 77       |                                                                                   |                                      | 14,2 Jahre         |

### Flottenpolitik
British Airways plante ursprünglich, die Boeing 747-400 bis zum Jahr 2024 komplett auszumustern und durch Modelle des Typs Boeing 787, Boeing 777 und Airbus A350 zu ersetzen. Aufgrund der Corona-Pandemie wurde die gesamte Boeing-747-Flotte im Oktober 2020 ausgemustert.

### Aktuelle Sonderbemalungen
| Flugzeugtyp      | Luftfahrzeugkennzeichen            | Bemalung                       | Zeitraum | Bild |
| ---------------- | ---------------------------------- | ------------------------------ | --- | --- |
| Airbus A319-100  | G-EUPJ                             | „BEA (1959–1968) retro“        | seit März 2019 | |
| Airbus A320-200  | G-EUYP G-EUYR G-EUYS               | „oneworld“                     | EUYP: seit Dezember 2023 EUYR: seit November 2023 EUYS: seit Dezember 2023                                        | |
| Airbus A320neo   | G-TTNA                             | „BA Better World“              | seit September 2021                                                                                               | |
| Boeing 777-200ER | G-YMME G-YMMF G-YMMR G-YMMT G-YMMU | „oneworld“                     | YMME: seit März 2024 YMMF: seit Februar 2023 YMMR: seit Dezember 2022 YMMT: seit März 2023 YMMU: seit Januar 2023 | |
| Boeing 777-200ER | G-YMML                             | „GREAT Festival of Creativity“ | seit Februar 2015                                                                                                 | |
| Boeing 777-300ER | G-STBN                             | „Great Futures“                | seit Mai 2024 | Bild gesucht Die Wikipedia wünscht sich an dieser Stelle ein Bild. Weitere Infos zum Motiv findest du vielleicht auf der Diskussionsseite . Falls du dabei helfen möchtest, erklärt die Anleitung , wie das geht. |

### Ehemalige Flugzeugtypen

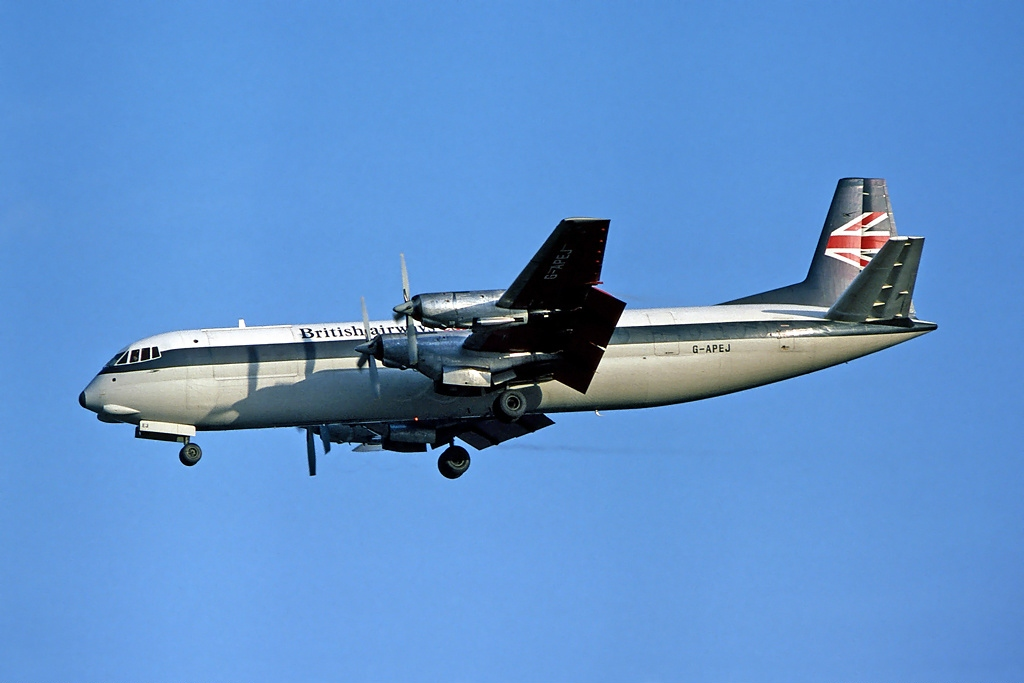
Vickers Vanguard der British Airways im Jahr 1976

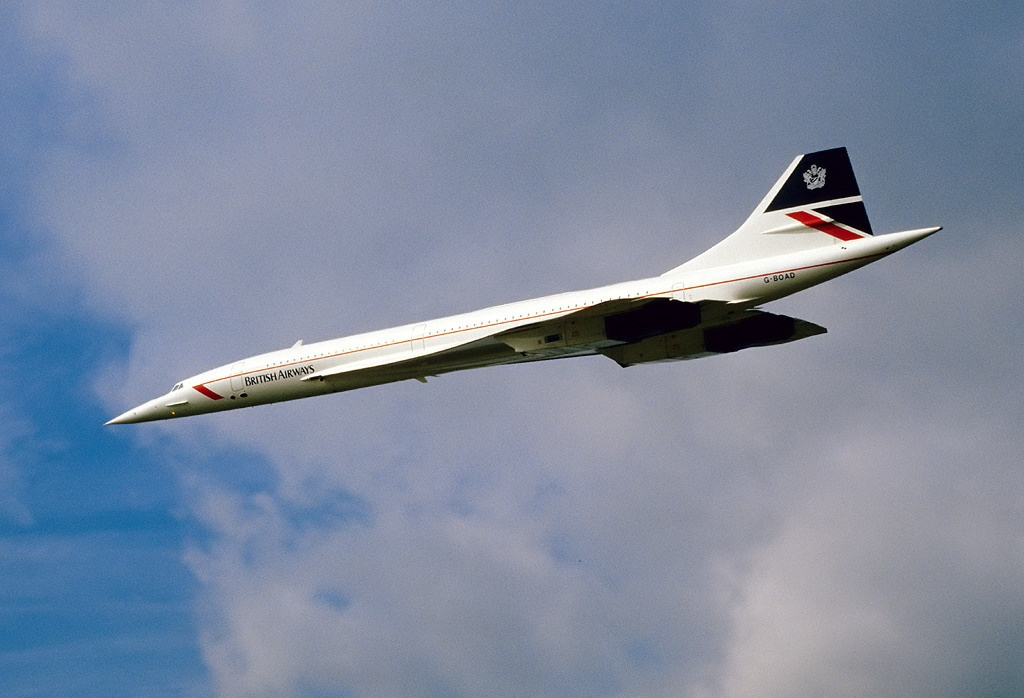
Concorde der British Airways im Jahr 1986

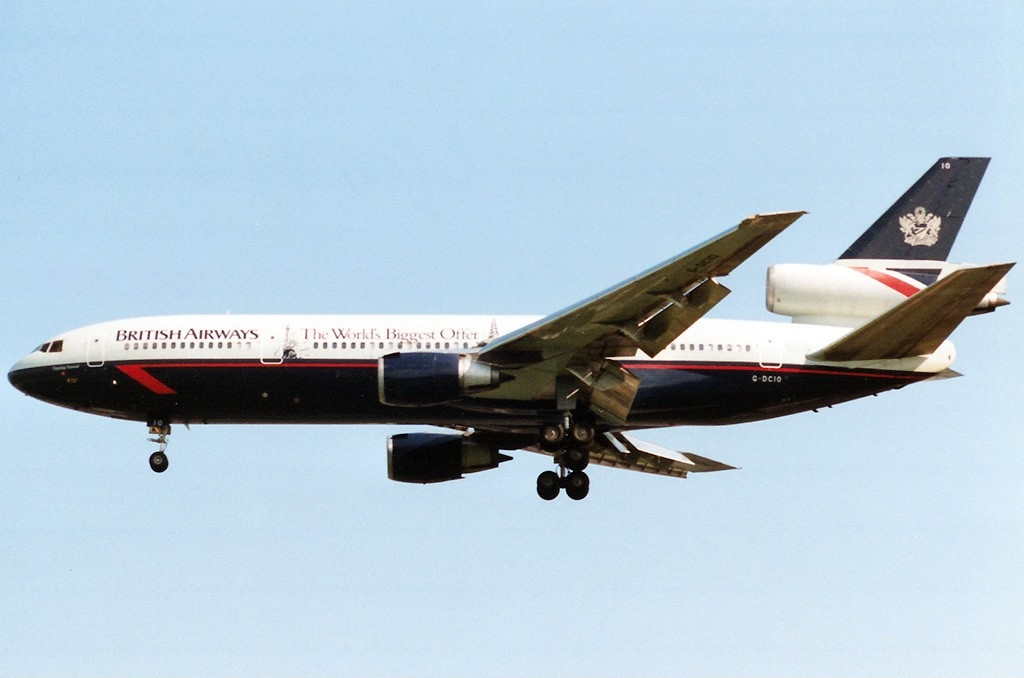
McDonnell Douglas DC-10-30 der British Airways im Jahr 1991

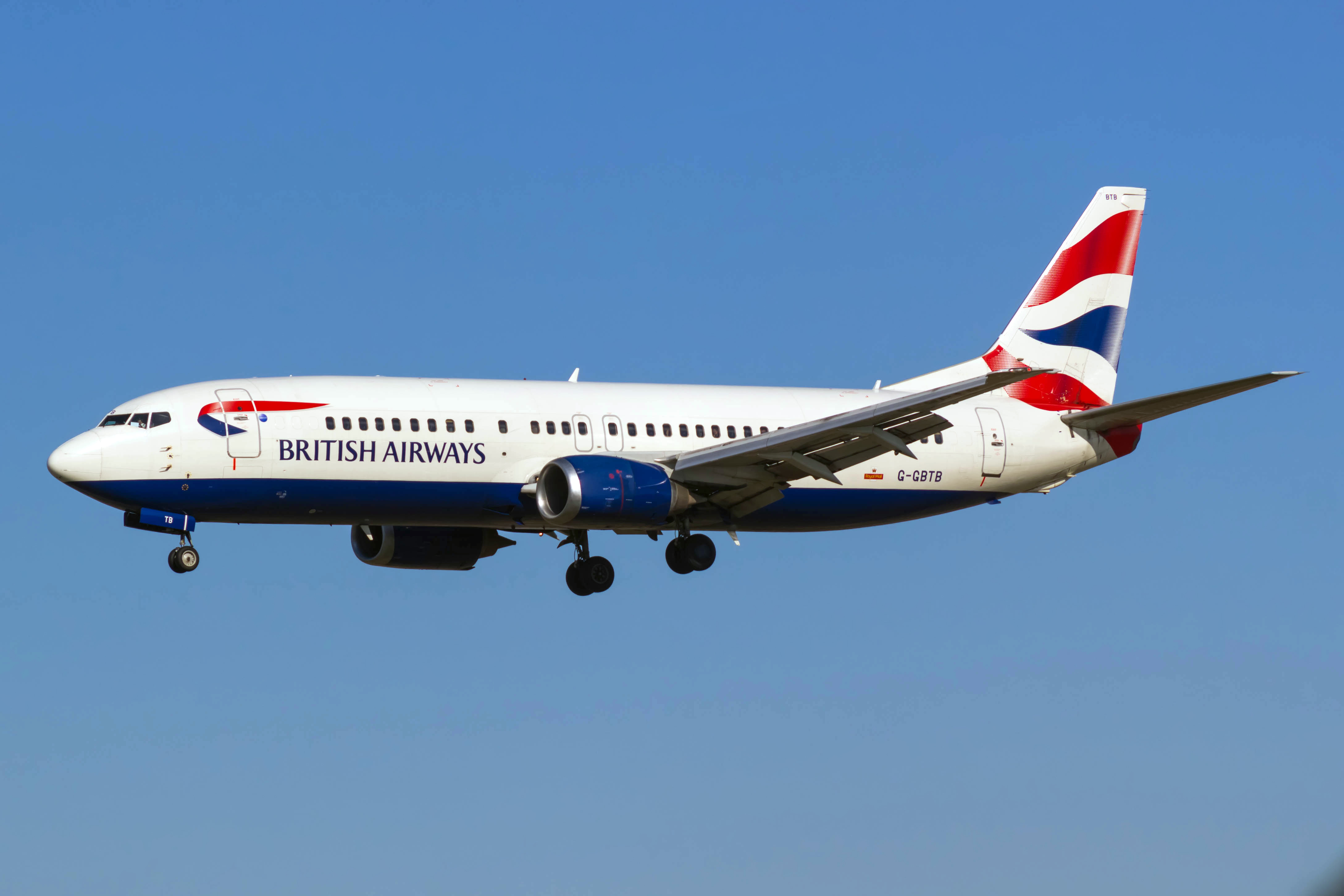
Boeing 737-400 der British Airways im Jahr 2015

Nach ihrer Gründung setzte British Airways ab 1974 folgende Flugzeugtypen ein:
| Flugzeugtyp                 | Einflottung | Ausmusterung |
| --------------------------- | ----------- | ------------ |
| Aérospatiale-BAC Concorde   | 1976        | 2003         |
| Airbus A318-100             | 2009        | 2020         |
| Airbus A320-100             | 1988        | 2008         |
| BAC 1-11-400                | 1974        | 1996         |
| BAC 1-11-510ED              | 1974        | 1993         |
| BAe 146                     | 1992        | 1994         |
| BAe ATP                     | 1988        | 2008         |
| Boeing 707-300              | 1974        | 1984         |
| Boeing 707-400              | 1974        | 1981         |
| Boeing 737-200              | 1977        | 2001         |
| Boeing 737-300              | 1988        | 2009         |
| Boeing 737-400              | 1991        | 2015         |
| Boeing 737-500              | 1996        | 2009         |
| Boeing 747-100              | 1974        | 1999         |
| Boeing 747-200              | 1977        | 2003         |
| Boeing 747-400              | 1989        | 2020         |
| Boeing 757-200              | 1983        | 2011         |
| Boeing 767-200ER            | 1993        | 1996         |
| Boeing 767-300ER            | 1990        | 2018         |
| Hawker Siddeley Trident 1   | 1974        | 1983         |
| Hawker Siddeley Trident 2/3 | 1974        | 1985         |
| Hawker-Siddeley HS 748      | 1975        | 1990         |
| Lockheed L-1011-1 TriStar   | 1974        | 1990         |
| Lockheed L-1011-200 TriStar | 1980        | 1991         |
| Lockheed L-1011-500 TriStar | 1979        | 1987         |
| McDonnell Douglas DC-10-30  | 1988        | 1999         |
| Vickers VC10                | 1974        | 1979         |
| Vickers Super VC10          | 1974        | 1981         |
| Vickers Vanguard            | 1974        | 1979         |
| Vickers Viscount 700        | 1974        | 1975         |
| Vickers Viscount 800        | 1974        | 1982         |

## Tochterfluggesellschaften

### OpenSkies

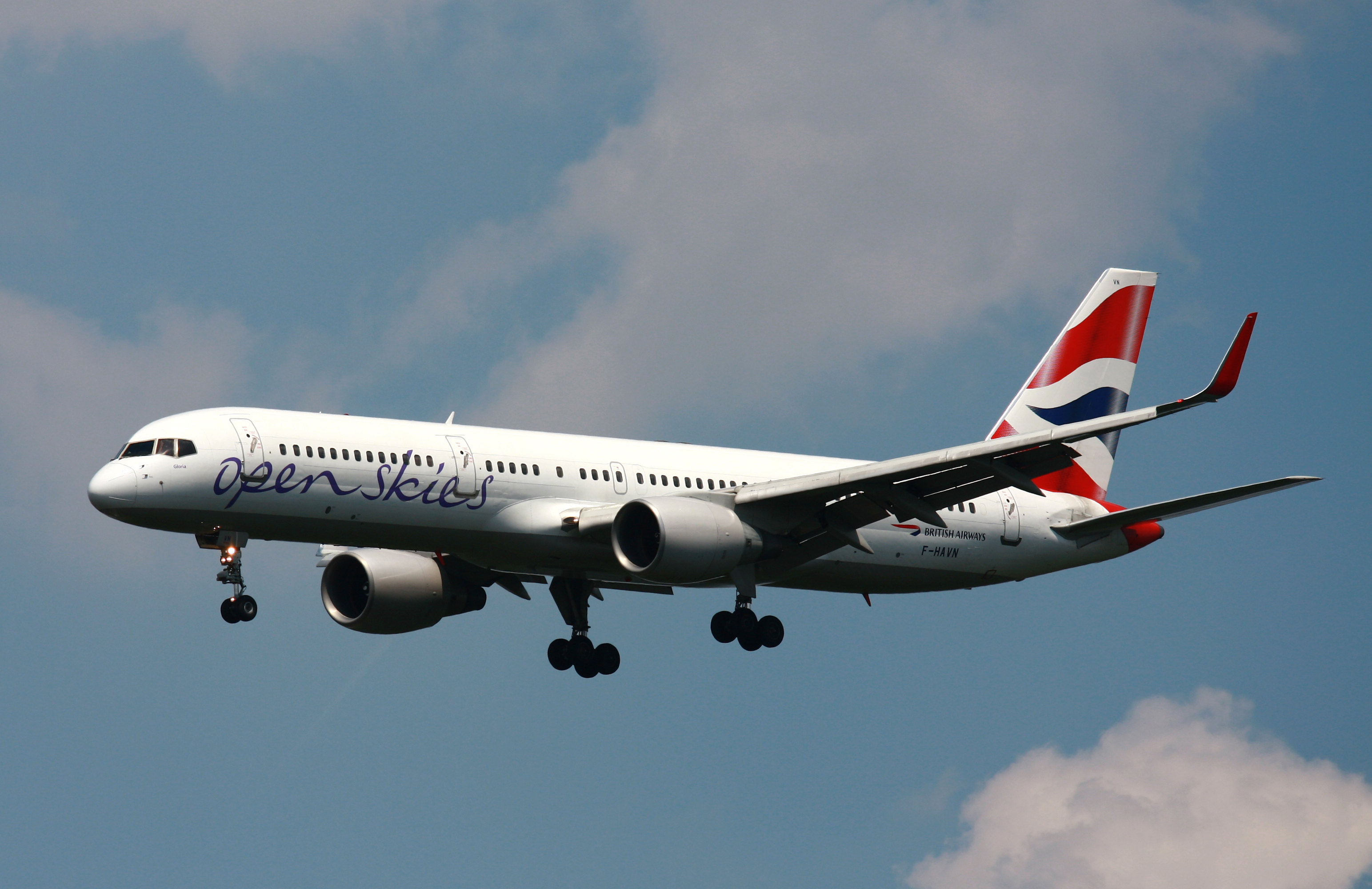
Boeing 757-200 der OpenSkies

Im Jahr 2008 wurde die Tochtergesellschaft OpenSkies mit Basis auf dem Flughafen Paris-Orly gegründet. Sie führte mit Boeing 757-200 Flüge zum John F. Kennedy International Airport durch. Zwischendurch erfolgte eine tägliche Verbindung zwischen New York und Amsterdam. Im Juli 2008 erweiterte British Airways die OpenSkies-Flotte durch Übernahme der französischen Fluggesellschaft L'Avion, mit der zuvor bereits eine Codesharing-Vereinbarung existierte. Bis Anfang 2009 wurde die Fluggesellschaft vollständig integriert.
Der Flugbetrieb wurde im Jahre 2020 eingestellt. 

### BA CityFlyer
BA CityFlyer ging 2007 aus der an Flybe verkauften Tochtergesellschaft BA Connect hervor und operiert ausschließlich vom London City Airport. Insgesamt werden von dort nationale und europäische Ziele angeflogen. Seit September 2009 ersetzte BA CityFlyer ihre Flotte von Avro RJ85 und RJ100 durch Embraer 170 und 190.

## Zwischenfälle
In der Geschichte der heutigen British Airways seit 1974 kam es zu vier Totalverlusten von Flugzeugen aufgrund von Unfällen.
Die beiden Vorgängergesellschaften hatten 30 (BEA) bzw. 69 (BOAC) unfallbedingte Totalverluste zu verzeichnen. Imperial Airways kam, zusammen mit der ersten British Airways, auf weitere 33.
Beispiele für die British Airways (1974):
- Am 15. September 1975 verunglückte eine Hawker Siddeley Trident 1E der British Airways Regional Division Northeast (vormals Northeast Airlines) (Luftfahrzeugkennzeichen G-AVYD) beim Start auf dem Flughafen Bilbao (Spanien). Die Maschine sollte nach London-Heathrow fliegen; der Start auf der sehr nassen Startbahn wurde erst nach Überschreiten der Entscheidungsgeschwindigkeit V1 abgebrochen. Als der Kapitän erkannte, dass die verbleibende Bremsstrecke nicht ausreichen würde, lenkte er die Maschine nach links von der Bahn ins Gras, wobei sie irreparabel beschädigt wurde. Alle 117 Insassen, sieben Besatzungsmitglieder und 110 Passagiere, überlebten den Unfall.[41]

- Am 10. September 1976 kollidierte eine Hawker Siddeley Trident auf dem Flug von London nach Istanbul mit einer Douglas DC-9 der Adria Airways. Alle 176 Insassen beider Flugzeuge kamen ums Leben. Die Untersuchungskommission stellte später fest, dass der zuständige Fluglotse die DC-9 aufgrund starken Luftverkehrs nicht bemerkt hatte (siehe auch Flugzeugkollision von Zagreb).

- Am 5. September 2001 kam es bei der Betankung einer Boeing 777-236ER (G-VIIK) der British Airways am Flughafen Denver zu einem tödlichen Zwischenfall, als sich ein Tankschlauch löste. Aus diesem trat in der Folge unkontrolliert Kerosin aus, gleichzeitig entzündeten sich Kerosindämpfe. Durch das anschließende Feuer erlitt ein Mitarbeiter des Bodenpersonals schwere Verletzungen, an denen er sechs Tage später starb (siehe auch British-Airways-Flug 2019).[42]

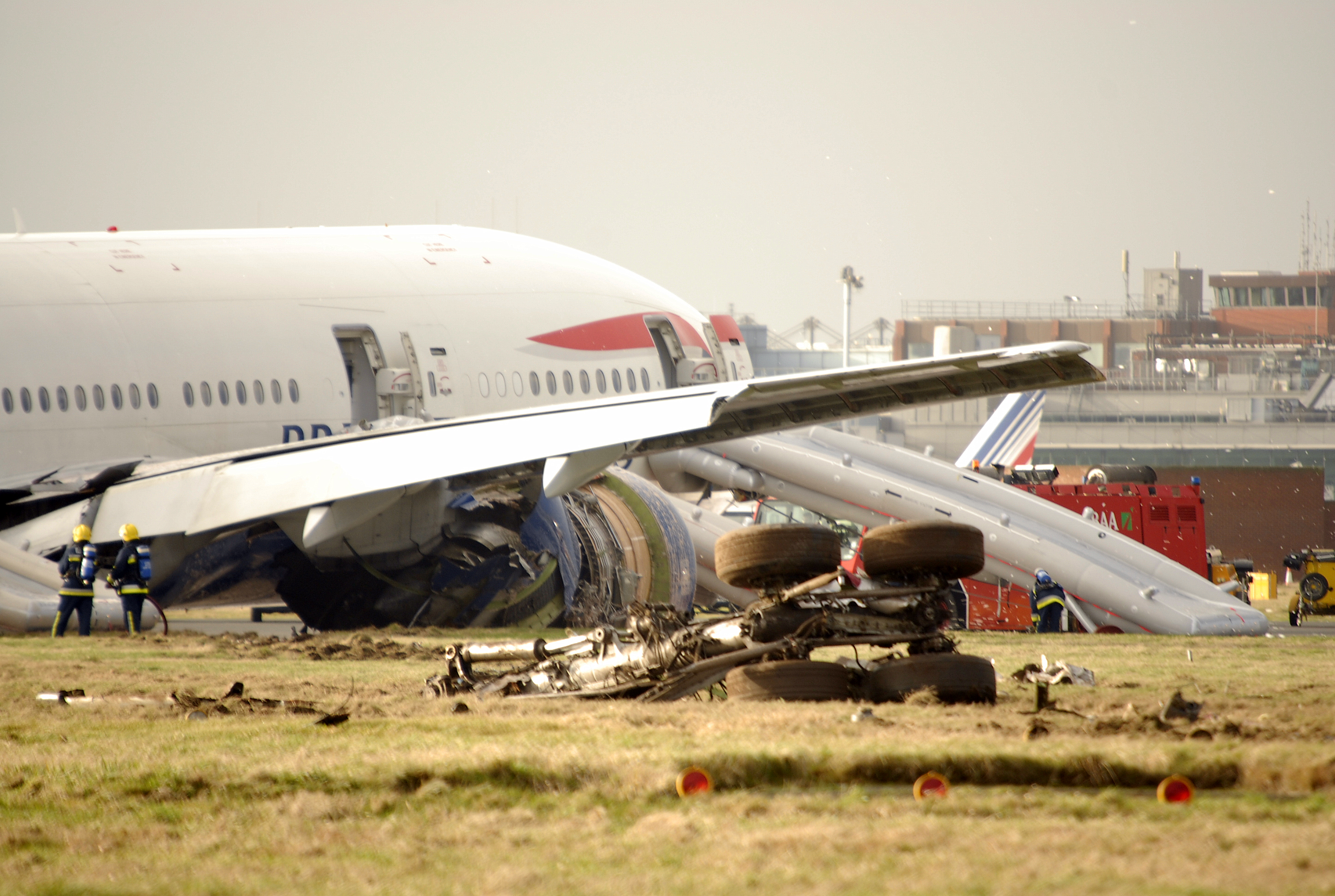
British-Airways-Flug 38 am 17. Januar 2008 in London

- Am 17. Januar 2008 prallte auf British-Airways-Flug 38 eine Boeing 777-200ER (Luftfahrzeugkennzeichen G-YMMM) aus Peking kommend auf dem Flughafen London Heathrow beim Landeanflug mit stehenden Triebwerken etwa 400 Meter vor Beginn der Südbahn auf der vorgelagerten Grünfläche auf, wobei das Fahrwerk abriss. 136 Passagiere und 16 Besatzungsmitglieder wurden evakuiert; 13 Menschen wurden leicht verletzt. Die Unfallursache war auf Eis in den Treibstoffleitungen zurückzuführen. Dieses wurde durch die Erhöhung der Schubkraft beim Anflug auf London aufgrund von Unwetter gelöst und verstopfte so die für die Kerosin-Vorwärmung zuständigen Öl-Wärmetauscher.[43][44][45]

- Am 18. April 2016 kollidierte während des Anflugs auf den Flughafen London Heathrow ein Airbus A320-200 mit einem unbekannten Gegenstand. Laut Aussage des Piloten handelte es sich womöglich um die Drohne eines Privatbesitzers. Die A320-200 konnte sicher landen und nach einer gründlichen Untersuchung weiter eingesetzt werden. Bei diesem Zwischenfall kam es weder zu Verletzungen noch zu Schäden am Flugzeug.[46]

## Auszeichnungen
2006 wurde British Airways von Skytrax als beste Fluggesellschaft der Welt ausgezeichnet und löste damit Cathay Pacific auf dem ersten Platz ab.
Im Dezember 2007 wurde British Airways zum dritten Mal in Folge bei den World Travel Awards in der Kategorie „World’s Leading Airline“ (weltbeste Fluggesellschaft) ausgezeichnet. Des Weiteren gewann British Airways die Auszeichnungen „Europe's Leading First Class Airline“ (beste First-Class-Fluggesellschaft Europas) und „Europe's Leading Airline Website“ (beste Fluggesellschafts-Webseite Europas). Lässt man die Kategorien, welche Billig- oder Charterfluggesellschaften betreffen, weg, so war British Airways in sämtlichen Kategorien außer einer nominiert. Außerdem wurde die Luftfahrtallianz oneworld seit dem Bestehen dieser Kategorie ununterbrochen und somit zum fünften Mal in Folge zur weltweit besten Luftfahrtallianz („World’s Leading Airline Alliance“) gewählt. 2012 wurde British Airways zudem von Skytrax in der Kategorie „Best Translantic Airline“ (beste Transatlantik-Fluggesellschaft) zum Gewinner gekürt.

## Kontroversen

### Diskriminierungsvorwürfe
Im Jahr 2006 löste die Fluggesellschaft eine Kontroverse aus, als sie der koptisch-orthodoxen Angestellten Nadia Eweida in Uniform das sichtbare Tragen eines etwa zwei Zentimeter großen Kreuzanhängers untersagte, jedoch Angehörigen der Sikh das Tragen von Turbanen sowie bei weiblichen Muslimen Kopftücher erlaubte. Die Fluggesellschaft teilte zu dieser Differenzierung mit, dass Kreuze nicht offen getragen werden müssten, um die christliche Religion auszuleben, während Turbane und Kopftücher nicht verborgen werden könnten. Bei anderen Fluggesellschaften, beispielsweise British Midland Airways, bestehen bereits seit längerer Zeit vergleichbare Regelungen. Inzwischen hat das Unternehmen eingelenkt und das Kreuzverbot wieder abgeschafft. Der ehemalige Premierminister Tony Blair riet dem Vorstandsvorsitzenden Martin Broughton zum Nachgeben.
Im November 2006 kam zudem ein Fall von Männerdiskriminierung heraus, da gemäß der Richtlinie der British Airways erwachsene Männer aus „Kinderschutzgründen“ (engl. Child-Welfare-Programme) nicht neben Kindern ohne Begleitung sitzen dürfen. Umplatzierungswünsche werden durch das Flugpersonal ohne Angaben von Gründen an die Männer herangetragen. In dem konkret bekannt gewordenen Fall wurde ein Abflug bis zur räumlichen Trennung verweigert. In offiziellen Stellungnahmen wurde seitens British Airways mitgeteilt, dass es als verantwortungsvolle Fluggesellschaft ihre Pflicht sei, alleinreisende Kinder von Männern zu trennen. Vergleichbare Richtlinien gibt es auch bei anderen Fluggesellschaften, beispielsweise Qantas Airways und Air New Zealand.
Der Gender-Pay-Gap betrug 2017 gemäß der durch das Lohngleichheitsgesetz erzwungenen Veröffentlichung der firmeninternen Daten 35 Prozent.

### Gepäckverluste
Eine Studie des Airport Transport Users Council stufte British Airways für das Jahr 2006 als die europäische Fluggesellschaft mit den meisten Gepäckverlusten ein. Nach Angaben der BBC verlor British Airways im Jahr 2006 pro Tag 3000 Gepäckstücke. Ein wesentliches Problem stellt hierbei das Drehkreuz London-Heathrow mit seiner teilweise veralteten Infrastruktur dar. Dieses Problem sollte mit der Eröffnung des neuen Terminal 5 im Jahr 2008 behoben werden. Gesondert ist die mehrfache Sperrung des Flughafens London Heathrow im Jahr 2006 aufgrund schlechten Wetters und Terrorwarnungen zu berücksichtigen. Die Verlustrate während derartiger Ereignisse liegt deutlich höher als unter normalen Umständen und wirkt sich wesentlich auf die Statistik aus. So gingen beispielsweise im Juni 2007 innerhalb eines Wochenendes 12.000 Stücke infolge verschärfter Sicherheitsmaßnahmen verloren.

### Kartellstrafen
Im Juli 2007 verhängte das britische Kartellamt eine Strafe von 121,5 Millionen Pfund (ca. 180 Millionen Euro) gegen British Airways. Grund für die bis dahin höchste von der Wettbewerbsbehörde verhängte Strafe waren illegale Absprachen bezüglich der Kerosinzuschläge zwischen British Airways und Virgin Atlantic von August 2004 bis Januar 2006. Weitere 300 Millionen US-Dollar (148 Millionen Pfund) muss British Airways an das US-Justizministerium zahlen, das ebenfalls in diesem Fall ermittelte. Damit beläuft sich die Gesamtstrafe auf etwa 270 Millionen Pfund. British Airways hatte bereits im Vorfeld der Entscheidung mitgeteilt, dass die Fluggesellschaft vorsorglich 350 Millionen Pfund für mögliche Strafzahlungen zurückgelegt habe.

### Datenleck
Am 5. September 2018 wurde bekannt, dass es Unbekannten möglich war, 380.000 persönliche Daten sowie Bank- und Kreditkartendaten von Kunden, die zwischen dem 21. August und dem 5. September Flugbuchungen über die Webseite bzw. die mobile App tätigten, zu erbeuten.

## Besonderheiten

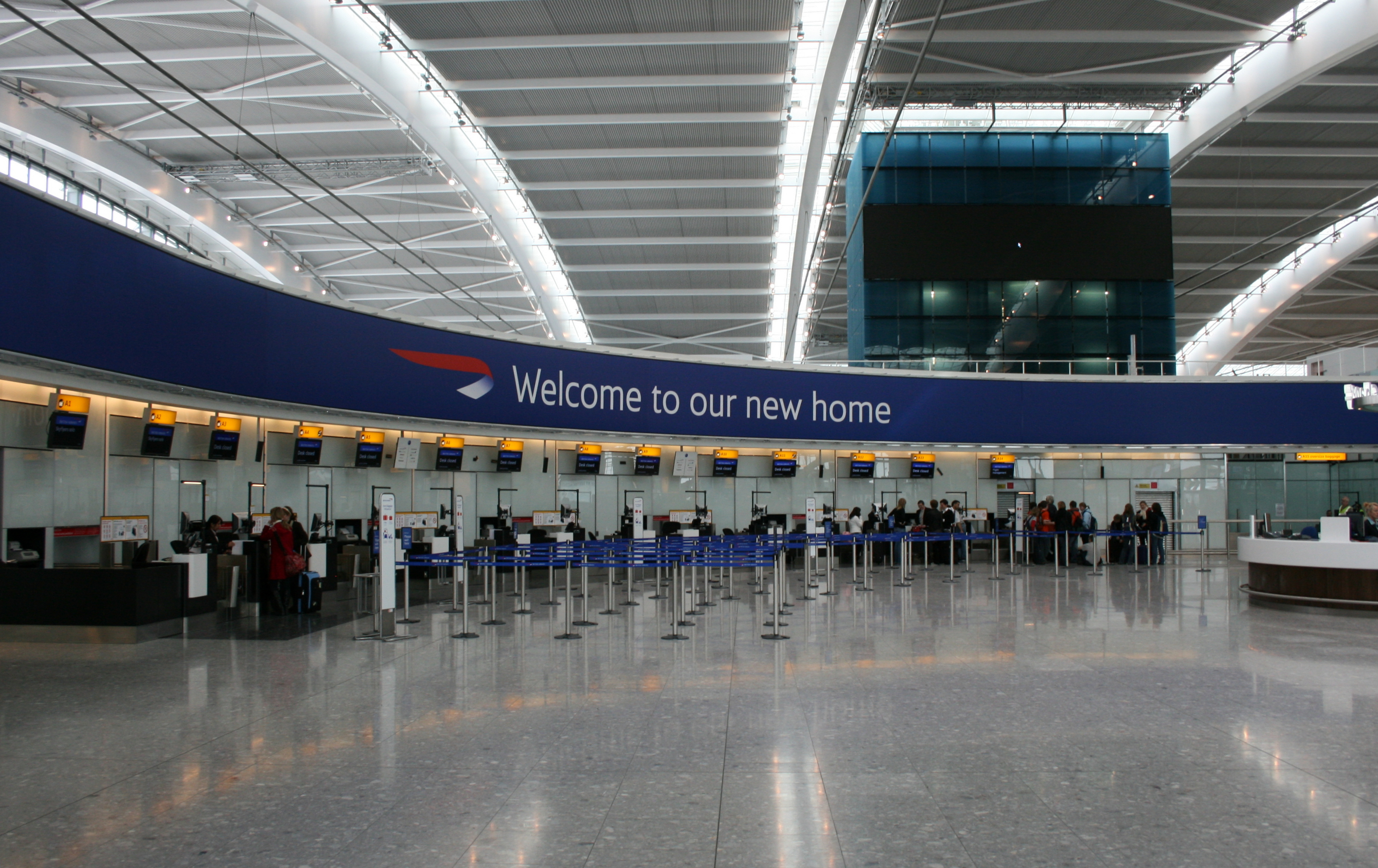
Schalter im Terminal 5 am Flughafen London Heathrow

- British Airways nahm 1919 mit der Verbindung London–Paris als erste Fluggesellschaft der Welt einen täglichen internationalen Flugdienst auf.
- 1952 stellte der Vorläufer der British Airways, BOAC, auf der Strecke London–Johannesburg mit einer De Havilland DH.106 Comet das erste Jet-Passagierflugzeug der Welt in Dienst.
- British Airways stellte am 24. Oktober 2003 als zweite Fluggesellschaft den Betrieb der Concorde ein, nachdem der letzte Flug einer Air-France-Concorde am 27. Juni 2003 stattgefunden hatte.
- British Airways war der erste europäische komplett privatisierte national carrier.
- Mit rund 1 Milliarde Euro Jahresumsatz betreibt British Airways mit der Flugstrecke London – New York die umsatzstärkste internationale Strecke der Welt.[57]